# Winnie Mackenzie
Winnie Mackenzie fue una tenista argentina tres veces finalista en forma consecutiva en dobles de damas del Campeonato del Río de la Plata.
De las tres veces que llegó a la final, ganó en dos oportunidades y perdió la restante:
- En 1916, junto a Catalina N. Mackenzie derrotaron a G. W. H. Spanton y María Carmen Goñi por 6-4 y 6-4.[1]
- En 1917, junto a Catalina N. Mackenzie fueron derrotadas por Dorothy W. Boadle y Elena D. Drabble por 6-1 y 6-2.[1]
- En 1918, junto a Catalina N. Mackenzie derrotaron a Inés Anderson y Beatriz Anderson por 6-4, 2-6 y 7-5.[1]